# Porcellio germanicus
Porcellio germanicus là một loài chân đều trong họ Porcellionidae. Loài này được Verhoeff miêu tả khoa học năm 1896.